# 지브롤터의 문장

지브롤터의 문장

지브롤터의 문장은 1502년 7월 10일 카스티야의 여왕이었던 이사벨 1세에 의해 처음 승인되었다.
노란색 테를 두른 방패 안에는 하얀색과 빨간색 두 가지 색의 가로 줄무늬가 그려져 있다.
하얀색 바탕 가운데에는 세 개의 탑을 가진 빨간색 2층 성곽이 그려져 있으며, 빨간색 바탕 가운데에 그려져 있는 금색 열쇠가 성곽의 정문을 묶고 있다.
방패 아래쪽에 있는 노란색 리본에는 "지브롤터 암벽의 문장"("Montis Insignia Calpe")이라는 문구가 라틴어로 쓰여져 있다.